# Dudleya
Dudleya es un género de plantas suculentas perteneciente a la familia Crassulaceae y que tiene unas 45 especies aceptadas. Son nativas del sudoeste de Norteamérica.

## Descripción
Son plantas herbáceas con hojas carnosas y glaucas que se desarrollan en una roseta basal, los colores varían del verde al gris. Las inflorescencias se encuentran en tallos verticales o inclinados a un metro de altura sobre la cima con brácteas como hojas alternas. Tiene pequeñas flores con cinco sépalos y cinco tépalos fusionados debajo, cinco pistilos, también fusionados y 10 estambres en su alrededor.
Las especies de Dudleya se encuentran ampliamente distribuidas en roquedales, acantilados, bordes de carreteras, donde sus hojas ayudan a almacenar el agua en lugares demasiados secos para otras plantas.

## Taxonomía
El género fue descrito por Britton & Rose y publicado en New or Noteworthy North American Crassulaceae 12–28. 1903.
Etimología
Es género fue nombrado en honor de William Russell Dudley, el primer director del departamento de botánica de la Universidad de Stanford.

## Especies seleccionadas
- Dudleya abramsii
- Dudleya anthonyi - antes en Echeveria
- Dudleya attenuata - antes en Echeveria
- Dudleya blochmaniae
- Dudleya brittonii
- Dudleya caespitosa -  Syn. Echeveria californica, E. cotyledon, E. helleri, E. laxa, Sedum cotyledon.
- Dudleya calcicola
- Dudleya candelabrum
- Dudleya candida - antes en Echeveria
- Dudleya cedrosensis
- Dudleya cultrata - antes en Echeveria
- Dudleya cymosa - antes en Echeveria.
- Dudleya densiflora
- Dudleya edulis - antes en Echeveria o Sedum.
- Dudleya farinosa
- Dudleya gnoma -
- Dudleya greenei
- Dudleya guadalupensis
- Dudleya hassei
- Dudleya hendrixii
- Dudleya lanceolata
- Dudleya linearis
- Dudleya multicaulis
- Dudleya nesiotica
- Dudleya pachyphytum
- Dudleya palmeri
- Dudleya pulverulenta - Syn. Echeveria argentea, E. pulverulenta
- Dudleya saxosa - Syn. Echeveria collomiae
- Dudleya setchellii
- Dudleya stolonifera
- Dudleya traskiae
- Dudleya variegata
- Dudleya verityi
- Dudleya virens
- Dudleya viscida